# Le Thillay
Le Thillay és un municipi francès, situat al departament de Val-d'Oise i a la regió d'Illa de França. L'any 2007 tenia 4.011 habitants.
Forma part del cantó de Villiers-le-Bel, del districte de Sarcelles i de la Comunitat d'aglomeració Roissy Pays de France.

## Demografia

### Població
El 2007 la població de fet de Le Thillay era de 4.011 persones. Hi havia 1.388 famílies, de les quals 320 eren unipersonals (128 homes vivint sols i 192 dones vivint soles), 296 parelles sense fills, 620 parelles amb fills i 152 famílies monoparentals amb fills.
La població ha evolucionat segons el següent gràfic:
Habitants censats

### Habitatges
El 2007 hi havia 1.575 habitatges, 1.416 eren l'habitatge principal de la família, 34 eren segones residències i 125 estaven desocupats. 1.173 eren cases i 376 eren apartaments. Dels 1.416 habitatges principals, 1.101 estaven ocupats pels seus propietaris, 276 estaven llogats i ocupats pels llogaters i 39 estaven cedits a títol gratuït; 67 tenien una cambra, 142 en tenien dues, 284 en tenien tres, 366 en tenien quatre i 557 en tenien cinc o més. 1.172 habitatges disposaven pel capbaix d'una plaça de pàrquing. A 658 habitatges hi havia un automòbil i a 563 n'hi havia dos o més.

### Piràmide de població
La piràmide de població per edats i sexe el 2009 era:
| Homes | Edats   | Dones |
| ----- | ------- | ----- |
| 0     | 95 o +  | 8     |
| 0     | 90 a 94 | 4     |
| 4     | 85 a 89 | 8     |
| 16    | 80 a 84 | 16    |
| 24    | 75 a 79 | 52    |
| 72    | 70 a 74 | 52    |
| 72    | 65 a 69 | 96    |
| 44    | 60 a 64 | 92    |
| 72    | 55 a 59 | 60    |
| 120   | 50 a 54 | 100   |
| 184   | 45 a 49 | 136   |
| 184   | 40 a 44 | 212   |
| 144   | 35 a 39 | 124   |
| 124   | 30 a 34 | 152   |
| 132   | 25 a 29 | 124   |
| 100   | 20 a 24 | 112   |
| 140   | 15 a 19 | 156   |
| 196   | 10 a 14 | 168   |
| 156   | 5 a 9   | 112   |
| 80    | 0 a 4   | 60    |

## Economia
El 2007 la població en edat de treballar era de 2.728 persones, 2.078 eren actives i 650 eren inactives. De les 2.078 persones actives 1.866 estaven ocupades (996 homes i 870 dones) i 212 estaven aturades (94 homes i 118 dones). De les 650 persones inactives 156 estaven jubilades, 276 estaven estudiant i 218 estaven classificades com a «altres inactius».

### Ingressos
El 2009 a Le Thillay hi havia 1.407 unitats fiscals que integraven 4.098 persones, la mediana anual d'ingressos fiscals per persona era de 19.771 €.

### Activitats econòmiques
Dels 353 establiments que hi havia el 2007, 1 era d'una empresa extractiva, 4 d'empreses alimentàries, 2 d'empreses de fabricació de material elèctric, 1 d'una empresa de fabricació d'elements pel transport, 32 d'empreses de fabricació d'altres productes industrials, 68 d'empreses de construcció, 97 d'empreses de comerç i reparació d'automòbils, 55 d'empreses de transport, 13 d'empreses d'hostatgeria i restauració, 7 d'empreses d'informació i comunicació, 12 d'empreses financeres, 11 d'empreses immobiliàries, 37 d'empreses de serveis, 8 d'entitats de l'administració pública i 5 d'empreses classificades com a «altres activitats de serveis».
Dels 86 establiments de servei als particulars que hi havia el 2009, 1 era una oficina de correu, 10 tallers de reparació d'automòbils i de material agrícola, 2 establiments de lloguer de cotxes, 11 paletes, 8 guixaires pintors, 10 fusteries, 6 lampisteries, 9 electricistes, 15 empreses de construcció, 3 perruqueries, 7 restaurants, 3 agències immobiliàries i 1 tintoreria.
Dels 12 establiments comercials que hi havia el 2009, 1 era un hipermercat, 1 un supermercat, 1 una botiga de més de 120 m², 1 una botiga de menys de 120 m², 2 carnisseries, 1 una llibreria, 1 una botiga d'equipament de la llar, 2 botigues d'electrodomèstics, 1 una botiga de material de revestiment de parets i terra i 1 una joieria.
L'any 2000 a Le Thillay hi havia 6 explotacions agrícoles que ocupaven un total de 384 hectàrees.

## Equipaments sanitaris i escolars
El 2009 hi havia 1 farmàcia i 1 ambulància.
El 2009 hi havia 3 escoles elementals.

## Poblacions més properes
El següent diagrama mostra les poblacions més properes.